# The Breakfast Club (bande originale)
The Breakfast Club - Original Motion Picture Soundtrack est la bande originale de la comédie dramatique américaine, The Breakfast Club, sortie en 1985. Divers chanteurs et groupes composent cet album, mais Keith Forsey composera et produira à lui seul, 5 titres ainsi que les paroles de "Heart Too Hot To Hold".

## Liste des titres
| 1.    | Don't You (Forget About Me)  | Simple Minds                       | 4:20 |
| 2.    | Waiting                      | Elizabeth Daily                    | 4:38 |
| 3.    | Fire In The Twilight         | Wang Chung                         | 3:51 |
| 4.    | I'm The Dude (Instrumental)  | Keith Forsey et Steve Schiff       | 2:10 |
| 5.    | Heart Too Hot To Hold        | Jesse Johnson et Stephanie Spruill | 4:25 |
| 6.    | Dream Montage (Instrumental) | Gary Chang                         | 2:38 |
| 7.    | We Are Not Alone             | Karla DeVito                       | 3:38 |
| 8.    | The Reggae (Instrumental)    | Keith Forsey                       | 3:07 |
| 9.    | Didn't I Tell You            | Joyce Kennedy                      | 4:47 |
| 10.   | Love Theme (Instrumental)    | Keith Forsey                       | 4:28 |
| 38:02 |                              |                                    |      |

## Musiques additionnelles
- On entend aussi durant le film, le morceau non crédité suivant[3] :
  - Colonel Bogey March
    - Écrit par Kenneth Alford[4]
    - Sifflé par the Breakfast Club